# Russischer Fußballpokal 2007/08
Der Russische Fußballpokal 2007/08 war die 16. Austragung des russischen Pokalwettbewerbs der Männer. Pokalsieger wurde ZSKA Moskau. Das Team setzte sich im Finale am 17. Mai 2008 im Lokomotive-Stadion von Moskau gegen Amkar Perm im Elfmeterschießen durch. Titelverteidiger Lokomotive Moskau war in der Runde der letzten 32 gegen Ural Jekaterinburg ausgeschieden.

## Modus
Bis zur dritten Runde nahmen 72 Mannschaften von der 2. Division 2007 und vier Teams aus dem Amateurbereich teil. Dabei traten die insgesamt 76 Vereine in fünf Zonen (West, Zentrum, Süd, Ural-Powolschje und Ost) an. Ab der vierten Runde stiegen dann die 22 Zweitligisten, ab der fünften Runde die 16 Erstligisten ein.
Die Spiele der ersten Runde wurden Mitte April ausgetragen, das Finale im darauffolgenden Jahr Mitte Mai, sodass sich der Pokalwettbewerb über 13 Monate erstreckte. Alle Begegnungen wurden in einem Spiel ausgetragen. Bei unentschiedenem Ausgang wurde zur Ermittlung des Siegers eine Verlängerung gespielt. Stand danach kein Sieger fest, folgte ein Elfmeterschießen. Der Pokalsieger qualifizierte sich für den UEFA-Pokal.

## Teilnehmende Teams
| Premjer-Liga (16) | Premjer-Liga (16) | 1. Division (22) | 1. Division (22) |
| --- | --- | --- | --- |
| - Dynamo Moskau - Lokomotive Moskau - Spartak Moskau - FK Moskau - ZSKA Moskau - Amkar Perm - FK Chimki - Krylja Sowetow Samara | - Kuban Krasnodar - Lutsch-Energija Wladiwostok - FK Rostow - Rubin Kasan - Saturn Ramenskoje - Spartak Naltschik - Tom Tomsk - Zenit St. Petersburg | - Alanija Wladikawkas - Anschi Machatschkala - Awangard Kursk - Baltika Kaliningrad - Dynamo Brjansk - KAMAS Nabereschnyje Tschelny - Maschuk-KMW Pjatigorsk - Metallurg-Kusbass Nowokusnezk - Mordowija Saransk - Nosta Nowotroizk - FK Saljut-Energija Belgorod | - Schinnik Jaroslawl - FK Sibir Nowosibirsk - SKA-Energija Chabarowsk - FK SKA Rostow - Sodowik Sterlitamak - FK Spartak-MSK Rjasan - Swesda Irkutsk - Tekstilschtschik-Telekom Iwanowo - Terek Grosny - Torpedo Moskau - Ural Jekaterinburg |
| 2. Division (72)0000000000 | | | |
| - Alnas Almetjewsk - Amur Blagoweschtschensk - Awtodor Wladikawkas - Baltika-2 Kaliningrad - FK Bataisk-2007 - FK Don Nowomoskowsk - Druschba Maikop - Dynamo Barnaul - Dynamo Kirow - Dynamo Stawropol - Dynamo Wologda - Dynamo Woronesch - FK Dynamo St. Petersburg - Gasowik Orenburg - FK Gubkin - Irtysch-1946 Omsk - FK Jelez - FK Junit Samara | - Kawkastransgas-2005 Rysdwjany - FK Krasnodar-2000 - Krylja Sowetow-SOK Dimitrowgrad - FK Lada Toljatti - FK Lobnja-Alla - Lokomotive Liski - FK Luchowizy - Metallurg Krasnojarsk - Metallurg Lipezk - Nara-Desna Naro-Fominsk - FK Neftechimik Nischnekamsk - FK Nika Moskau - Okean Nachodka - Olimpija Wolgograd - FK Reutow - FK Rjasan - Rotor Wolgograd - Rubin-2 Kasan | - Sachalin Juschno-Sachalinsk - Sarja Leninsk-Kusnezki - Saturn Jegorjewsk - Schachtjor Prokopjewsk - Scheksna Tscherepowez - Selenograd Moskau - Sibirjak Bratsk - Smena Komsomolsk am Amur - FK Smolensk - Snamja Truda Orechowo-Sujewo - PFK Sokol Saratow - SOJUS-Gasprom Ischewsk - FC Sotschi-04 - Spartak-UGP Anapa - Spartak Kostroma - Spartak Schtschjolkowo - Spartak Tambow - Sportakademklub Moskau | - Sudostroitel Astrachan - Swesda Serpuchow - FK Taganrog - Tekstilschtschik Kamyschin - FK Tjumen - Torpedo-RG Moskau - Torpedo Wladimir - Torpedo Wolschski - Tschernomorez Noworossijsk - FK Tschita - FK Witjas Podolsk - Wolga Nischni Nowgorod - Wolga Twer - Wolga Uljanowsk - Wolotschanin-Ratmir Wyschni Wolotschok - Zenit Pensa - Zenit-2 St. Petersburg - Zenit Tscheljabinsk |
| Amateure (4)0000000000 | | | |
| - Kooperator Witschuga | - Maccabi Moskau | - Proletariy Surasch | - FK Sorki Krasnogorsk |

Römische Ziffern in Klammern geben die Ligastufe an, an der die Vereine während der Saison 2007 teilnehmen.

## Vorrunde
Teilnehmer: 4 Vereine der 2. Division und 4 Amateurvereine.
| Datum                   |                                    | Ergebnis |                           |
| ----------------------- | ---------------------------------- | -------- | ------------------------- |
| 00000000000Zone West    |                                    |          |                           |
| 18.04.2007              | Selenograd Moskau (III)            | 1:0      | Kooperator Witschuga (IV) |
| 18.04.2007              | Maccabi Moskau (IV)                | 0:3      | FK Smolensk (III)         |
| 00000000000Zone Zentrum |                                    |          |                           |
| 18.04.2007              | Snamja Truda Orechowo-Sujewo (III) | 1:2      | FK Sorki Krasnogorsk (IV) |
| 18.04.2007              | Saturn Jegorjewsk (III)            | 5:1      | Proletariy Surasch (IV)   |

## 1. Runde
Teilnehmer: Die 4 Sieger der Vorrunde und 60 weitere Vereine der 2. Division.
| Datum                           |                                              | Ergebnis              |                                       |
| ------------------------------- | -------------------------------------------- | --------------------- | ------------------------------------- |
| 00000000000Zone Süd             |                                              |                       |                                       |
| 15.04.2007                      | Spartak-UGP Anapa (III)                      | 1:2                   | FK Krasnodar-2000 (III)               |
| 15.04.2007                      | FC Sotschi-04 (III)                          | 2:1                   | Druschba Maikop (III)                 |
| 15.04.2007                      | Rotor Wolgograd (III)                        | 1:0                   | Sudostroitel Astrachan (III)          |
| 15.04.2007                      | Olimpija Wolgograd (III)                     | 3:1 n. V.             | Tekstilschtschik Kamyschin (III)      |
| 15.04.2007                      | Kawkastransgas-2005 Rysdwjany (III)          | 0:2                   | Torpedo Wolschski (III)               |
| 15.04.2007                      | FK Taganrog (III)                            | 0:1 n. V.             | FK Bataisk-2007 (III)                 |
| 15.04.2007                      | Awtodor Wladikawkas (III)                    | 1:2                   | Dynamo Stawropol (III)                |
| 00000000000Zone West            |                                              |                       |                                       |
| 15.04.2007                      | Wolotschanin-Ratmir Wyschni Wolotschok (III) | 3:1 n. V.             | Zenit-2 St. Petersburg (III)          |
| 26.04.2007                      | Wolga Twer (III)                             | 2:0                   | Scheksna Tscherepowez (III)           |
| 26.04.2007                      | Torpedo-RG Moskau (III)                      | 1:0                   | Spartak Schtschjolkowo (III)          |
| 26.04.2007                      | Torpedo Wladimir (III)                       | 3:0                   | Selenograd Moskau (III)               |
| 26.04.2007                      | Sportakademklub Moskau (III)                 | 1:2                   | FK Reutow (III)                       |
| 26.04.2007                      | Spartak Kostroma (III)                       | 1:2                   | Dynamo Wologda (III)                  |
| 26.04.2007                      | FK Smolensk (III)                            | 0:1                   | Nara-Desna Naro-Fominsk (III)         |
| 26.04.2007                      | FK Dynamo St. Petersburg (III)               | 2:1                   | Baltika-2 Kaliningrad (III)           |
| 00000000000Zone Zentrum         |                                              |                       |                                       |
| 26.04.2007                      | Swesda Serpuchow (III)                       | 0:2                   | FK Luchowizy (III)                    |
| 26.04.2007                      | FK Sorki Krasnogorsk (IV)                    | 0:1                   | FK Lobnja-Alla (III)                  |
| 26.04.2007                      | Spartak Tambow (III)                         | 1:2                   | Zenit Pensa (III)                     |
| 26.04.2007                      | FK Nika Moskau (III)                         | 0:1                   | FK Witjas Podolsk (III)               |
| 26.04.2007                      | Metallurg Lipezk (III)                       | 0:1                   | Dynamo Woronesch (III)                |
| 26.04.2007                      | FK Jelez (III)                               | 4:0                   | FK Don Nowomoskowsk (III)             |
| 26.04.2007                      | FK Rjasan (III)                              | 0:0 n. V. (3:1 i. E.) | Saturn Jegorjewsk (III)               |
| 26.04.2007                      | FK Gubkin (III)                              | 0:2                   | Lokomotive Liski (III)                |
| 00000000000Zone Ural-Powolschje |                                              |                       |                                       |
| 29.04.2007                      | Dynamo Kirow (III)                           | 2:0                   | Wolga Nischni Nowgorod (III)          |
| 29.04.2007                      | Zenit Tscheljabinsk (III)                    | 2:5 n. V.             | FK Tjumen (III)                       |
| 29.04.2007                      | Wolga Uljanowsk (III)                        | 3:2                   | Krylja Sowetow-SOK Dimitrowgrad (III) |
| 29.04.2007                      | SOJUS-Gasprom Ischewsk (III)                 | 1:1 n. V. (5:4 i. E.) | FK Neftechimik Nischnekamsk (III)     |
| 29.04.2007                      | PFK Sokol Saratow (III)                      | 0:2                   | FK Junit Samara (III)                 |
| 29.04.2007                      | Rubin-2 Kasan (III)                          | 2:2 n. V. (4:5 i. E.) | Alnas Almetjewsk (III)                |
| 00000000000Zone Ost             |                                              |                       |                                       |
| 29.04.2007                      | Sarja Leninsk-Kusnezki (III)                 | 0:2                   | Schachtjor Prokopjewsk (III)          |
| 29.04.2007                      | Sachalin Juschno-Sachalinsk (III)            | 0:2                   | Smena Komsomolsk am Amur (III)        |
| 29.04.2007                      | Amur Blagoweschtschensk (III)                | 3:1 n. V.             | FK Tschita (III)                      |

## 2. Runde
Teilnehmer: Die 32 Sieger der ersten Runde und 8 weitere Vereine der 2. Division.
| Datum                           |                                | Ergebnis              |                                              |
| ------------------------------- | ------------------------------ | --------------------- | -------------------------------------------- |
| 00000000000Zone Süd             |                                |                       |                                              |
| 29.04.2007                      | Olimpija Wolgograd (III)       | 0:3                   | Rotor Wolgograd (III)                        |
| 29.04.2007                      | Dynamo Stawropol (III)         | 5:0                   | Torpedo Wolschski (III)                      |
| 29.04.2007                      | FK Bataisk-2007 (III)          | 2:1                   | FC Sotschi-04 (III)                          |
| 30.04.2007                      | FK Krasnodar-2000 (III)        | 1:2                   | Tschernomorez Noworossijsk (III)             |
| 00000000000Zone West            |                                |                       |                                              |
| 04.05.2007                      | Nara-Desna Naro-Fominsk (III)  | 2:1                   | Torpedo-RG Moskau (III)                      |
| 04.05.2007                      | FK Reutow (III)                | 1:3                   | Torpedo Wladimir (III)                       |
| 04.05.2007                      | Dynamo Wologda (III)           | 0:1                   | Wolga Twer (III)                             |
| 04.05.2007                      | FK Dynamo St. Petersburg (III) | 1:2                   | Wolotschanin-Ratmir Wyschni Wolotschok (III) |
| 00000000000Zone Zentrum         |                                |                       |                                              |
| 04.05.2007                      | Zenit Pensa (III)              | 2:1                   | Dynamo Woronesch (III)                       |
| 04.05.2007                      | FK Witjas Podolsk (III)        | 1:1 n. V. (4:5 i. E.) | FK Lobnja-Alla (III)                         |
| 04.05.2007                      | Lokomotive Liski (III)         | 2:0                   | FK Jelez (III)                               |
| 04.05.2007                      | FK Luchowizy (III)             | 1:0                   | FK Rjasan (III)                              |
| 00000000000Zone Ost             |                                |                       |                                              |
| 11.05.2007                      | Smena Komsomolsk am Amur (III) | 2:1                   | Okean Nachodka (III)                         |
| 11.05.2007                      | Sibirjak Bratsk (III)          | 0:2                   | Amur Blagoweschtschensk (III)                |
| 11.05.2007                      | Schachtjor Prokopjewsk (III)   | 0:2                   | Dynamo Barnaul (III)                         |
| 11.05.2007                      | Metallurg Krasnojarsk (III)    | 0:0 n. V. (4:2 i. E.) | Irtysch-1946 Omsk (III)                      |
| 00000000000Zone Ural-Powolschje |                                |                       |                                              |
| 14.05.2007                      | FK Junit Samara (III)          | 1:4                   | Gasowik Orenburg (III)                       |
| 14.05.2007                      | FK Lada Toljatti (III)         | 2:3 n. V.             | Wolga Uljanowsk (III)                        |
| 14.05.2007                      | FK Tjumen (III)                | 2:2 n. V. (4:2 i. E.) | SOJUS-Gasprom Ischewsk (III)                 |
| 14.05.2007                      | Alnas Almetjewsk (III)         | 1:0                   | Dynamo Kirow (III)                           |

## 3. Runde
Teilnehmer: Die 20 Sieger der zweiten Runde.
| Datum                           |                                  | Ergebnis              |                                              |
| ------------------------------- | -------------------------------- | --------------------- | -------------------------------------------- |
| 00000000000Zone Mitte           |                                  |                       |                                              |
| 18.05.2007                      | Lokomotive Liski (III)           | 0:0 n. V. (2:4 i. E.) | Zenit Pensa (III)                            |
| 18.05.2007                      | FK Lobnja-Alla (III)             | 3:3 n. V. (6:7 i. E.) | FK Luchowizy (III)                           |
| 00000000000Zone West            |                                  |                       |                                              |
| 19.05.2007                      | Wolga Twer (III)                 | 1:0                   | Wolotschanin-Ratmir Wyschni Wolotschok (III) |
| 19.05.2007                      | Nara-Desna Naro-Fominsk (III)    | 1:1 n. V. (2:4 i. E.) | Torpedo Wladimir (III)                       |
| 00000000000Zone Ost             |                                  |                       |                                              |
| 21.05.2007                      | Smena Komsomolsk am Amur (III)   | 3:2                   | Amur Blagoweschtschensk (III)                |
| 02.06.2007                      | Dynamo Barnaul (III)             | 0:0 n. V. (4:5 i. E.) | Metallurg Krasnojarsk (III)                  |
| 00000000000Zone Ural-Powolschje |                                  |                       |                                              |
| 22.05.2007                      | Wolga Uljanowsk (III)            | 2:3                   | Alnas Almetjewsk (III)                       |
| 22.05.2007                      | Gasowik Orenburg (III)           | 1:0                   | FK Tjumen (III)                              |
| 00000000000Zone Süd             |                                  |                       |                                              |
| 27.05.2007                      | Rotor Wolgograd (III)            | 1:1 n. V. (7:6 i. E.) | Dynamo Stawropol (III)                       |
| 27.05.2007                      | Tschernomorez Noworossijsk (III) | 4:0                   | FK Bataisk-2007 (III)                        |

## 4. Runde
Teilnehmer: Die 10 Sieger der dritten Runde und die 22 Vereine der 1. Division. Unterklassige Teams hatten Heimrecht.
| Datum      |                                    | Ergebnis              |                                       |
| ---------- | ---------------------------------- | --------------------- | ------------------------------------- |
| 12.06.2007 | Wolga Twer (III)                   | 0:0 n. V. (3:4 i. E.) | Torpedo Moskau (II)                   |
| 13.06.2007 | Zenit Pensa (III)                  | 1:2                   | Awangard Kursk (II)                   |
| 13.06.2007 | Torpedo Wladimir (III)             | 0:0 n. V. (3:4 i. E.) | Baltika Kaliningrad (II)              |
| 13.06.2007 | Terek Grosny (II)                  | 2:0                   | Alanija Wladikawkas (II)              |
| 13.06.2007 | Sodowik Sterlitamak (II)           | 0:1                   | Nosta Nowotroizk (II)                 |
| 13.06.2007 | SKA-Energija Chabarowsk (II)       | 2:2 n. V. (5:4 i. E.) | Swesda Irkutsk (II)                   |
| 13.06.2007 | FK SKA Rostow (II)                 | 1:0                   | Maschuk-KMW Pjatigorsk (II)           |
| 13.06.2007 | Schinnik Jaroslawl (II)            | 1:1 n. V. (4:2 i. E.) | Tekstilschtschik-Telekom Iwanowo (II) |
| 13.06.2007 | Rotor Wolgograd (III)              | 2:1                   | Anschi Machatschkala (II)             |
| 13.06.2007 | Metallurg-Kusbass Nowokusnezk (II) | 2:1                   | FK Sibir Nowosibirsk (II)             |
| 13.06.2007 | Metallurg Krasnojarsk (III)        | 3:1 n. V.             | Smena Komsomolsk am Amur (III)        |
| 13.06.2007 | Gasowik Orenburg (III)             | 0:2                   | Ural Jekaterinburg (II)               |
| 13.06.2007 | FK Luchowizy (III)                 | 6:0                   | Mordowija Saransk (II)                |
| 13.06.2007 | Dynamo Brjansk (II)                | 1:0                   | FK Spartak-MSK Rjasan (II)            |
| 13.06.2007 | Tschernomorez Noworossijsk (III)   | 2:3                   | FK Saljut-Energija Belgorod (II)      |
| 13.06.2007 | Alnas Almetjewsk (III)             | 1:3                   | KAMAS Nabereschnyje Tschelny (II)     |

## 5. Runde
Teilnehmer: Die 16 Sieger der vierten Runde, sowie die 16 Erstligisten, die auswärts antraten.
| Datum      |                                    | Ergebnis              |                                 |
| ---------- | ---------------------------------- | --------------------- | ------------------------------- |
| 27.06.2007 | Ural Jekaterinburg (II)            | 1:0 n.                | Lokomotive Moskau (I)           |
| 27.06.2007 | Metallurg-Kusbass Nowokusnezk (II) | 1:2                   | Kuban Krasnodar (I)             |
| 27.06.2007 | FK Saljut-Energija Belgorod (II)   | 0:0 n. V. (2:3 i. E.) | Tom Tomsk (I)                   |
| 27.06.2007 | Rotor Wolgograd (III)              | 1:4                   | Amkar Perm (I)                  |
| 27.06.2007 | KAMAS Nabereschnyje Tschelny (II)  | 1:0                   | Krylja Sowetow Samara (I)       |
| 27.06.2007 | Metallurg Krasnojarsk (III)        | 1:0                   | Lutsch-Energija Wladiwostok (I) |
| 27.06.2007 | Awangard Kursk (II)                | 0:3                   | Dynamo Moskau (I)               |
| 27.06.2007 | Torpedo Moskau (II)                | 1:2                   | FK Chimki (I)                   |
| 27.06.2007 | Terek Grosny (II)                  | 1:1 n. V. (4:3 i. E.) | Spartak Moskau (II)             |
| 27.06.2007 | SKA-Energija Chabarowsk (II)       | 1:2                   | Saturn Ramenskoje (I)           |
| 27.06.2007 | FK SKA Rostow (II)                 | 0:3                   | FK Rostow (I)                   |
| 27.06.2007 | Schinnik Jaroslawl (II)            | 1:2 n. V.             | Spartak Naltschik (I)           |
| 27.06.2007 | Nosta Nowotroizk (II)              | 1:1 n. V. (2:4 i. E.) | FK Moskau (I)                   |
| 27.06.2007 | FK Luchowizy (III)                 | 1:2                   | Rubin Kasan (I)                 |
| 27.06.2007 | Dynamo Brjansk (II)                | 1:4                   | Zenit St. Petersburg (I)        |
| 27.06.2007 | Baltika Kaliningrad (II)           | 0:1                   | ZSKA Moskau (I)                 |

## Achtelfinale
Teilnehmer: Die 16 Sieger der fünften Runde.
| Datum      |                                   | Ergebnis  |                             |
| ---------- | --------------------------------- | --------- | --------------------------- |
| 08.08.2007 | Amkar Perm (I)                    | 3:1       | Terek Grosny (II)           |
| 08.08.2007 | KAMAS Nabereschnyje Tschelny (II) | 0:1       | FK Moskau (I)               |
| 08.08.2007 | Saturn Ramenskoje (I)             | 2:1       | Metallurg Krasnojarsk (III) |
| 08.08.2007 | FK SKA Rostow (II)                | 0:1       | Tom Tomsk (I)               |
| 08.08.2007 | ZSKA Moskau (I)                   | 2:0       | FK Chimki (I)               |
| 08.08.2007 | Zenit St. Petersburg (I)          | 9:3       | Dynamo Moskau (I)           |
| 08.08.2007 | Spartak Naltschik (I)             | 3:2       | Rubin Kasan (I)             |
| 08.08.2007 | Kuban Krasnodar (I)               | 2:3 n. V. | Ural Jekaterinburg (II)     |

## Viertelfinale
| Datum      |                          | Ergebnis              |                       |
| ---------- | ------------------------ | --------------------- | --------------------- |
| 16.09.2007 | Ural Jekaterinburg (II)  | 2:1                   | Saturn Ramenskoje (I) |
| 16.09.2007 | Amkar Perm (I)           | 2:1                   | FK Moskau (I)         |
| 31.10.2007 | ZSKA Moskau (I)          | 2:1                   | Spartak Naltschik (I) |
| 31.10.2007 | Zenit St. Petersburg (I) | 0:0 n. V. (3:4 i. E.) | Tom Tomsk (I)         |

## Halbfinale
| Datum      |                 | Ergebnis |                         |
| ---------- | --------------- | -------- | ----------------------- |
| 16.04.2008 | ZSKA Moskau (I) | 1:0      | Tom Tomsk (I)           |
| 16.04.2008 | Amkar Perm (I)  | 1:0      | Ural Jekaterinburg (II) |

## Finale
| Paarung        | ZSKA Moskau – Amkar Perm |
| Ergebnis       | 2:2 n. V. (2:2, 0:0), 4:1 i. E. |
| Datum          | 17. Mai 2008 |
| Stadion        | Lokomotive-Stadion, Moskau |
| Zuschauer      | 24.000 |
| Schiedsrichter | Stanislaw Suchina |
| Tore           | 0:1 Nikola Drinčić (57.) 0:2 Tomislav Dujmović (64.) 1:2 Vágner Love (65.) 2:2 Jô (74.) Elfmeterschießen: 1:0 Juri Schirkow Nikola Drinčić (neben das Tor) 2:0 Vágner Love 2:1 Martin Kuschew 3:1 Jô Tomislav Dujmović (gehalten) 4:1 Dawid Janczyk                                                |
| ZSKA Moskau    | Igor Akinfejew – Deividas Šemberas, Sergei Ignaschewitsch (69. Elvir Rahimić), Alexei Beresuzki, Wassili Beresuzki – Dudu Cearense (87. Dawid Janczyk), Jô, Miloš Krasić, Juri Schirkow – Jewgeni Aldonin (61. Alan Dsagojew), Vágner Love Cheftrainer: Waleri Gassajew                            |
| Amkar Perm     | Wladimir Gabulow – Sachari Sirakow (70. Iwan Tscherentschikow), Miklós Gaál, Dmitri Belorukow, Aleksei Popow – Iwan Starkow, Georgi Peew (90. Michail Afanasjeu), Nikola Drinčić, Tomislav Dujmović – Martin Kuschew, Predrag Sikimić (76. Nenad Injac) Cheftrainer: Miodrag Božović ( Montenegro) |
| Gelbe Karten   | Dudu Cearense, Juri Schirkow – Georgi Peew, Tomislav Dujmović, Dmitri Belorukow, Nenad Injac |